# 구군복

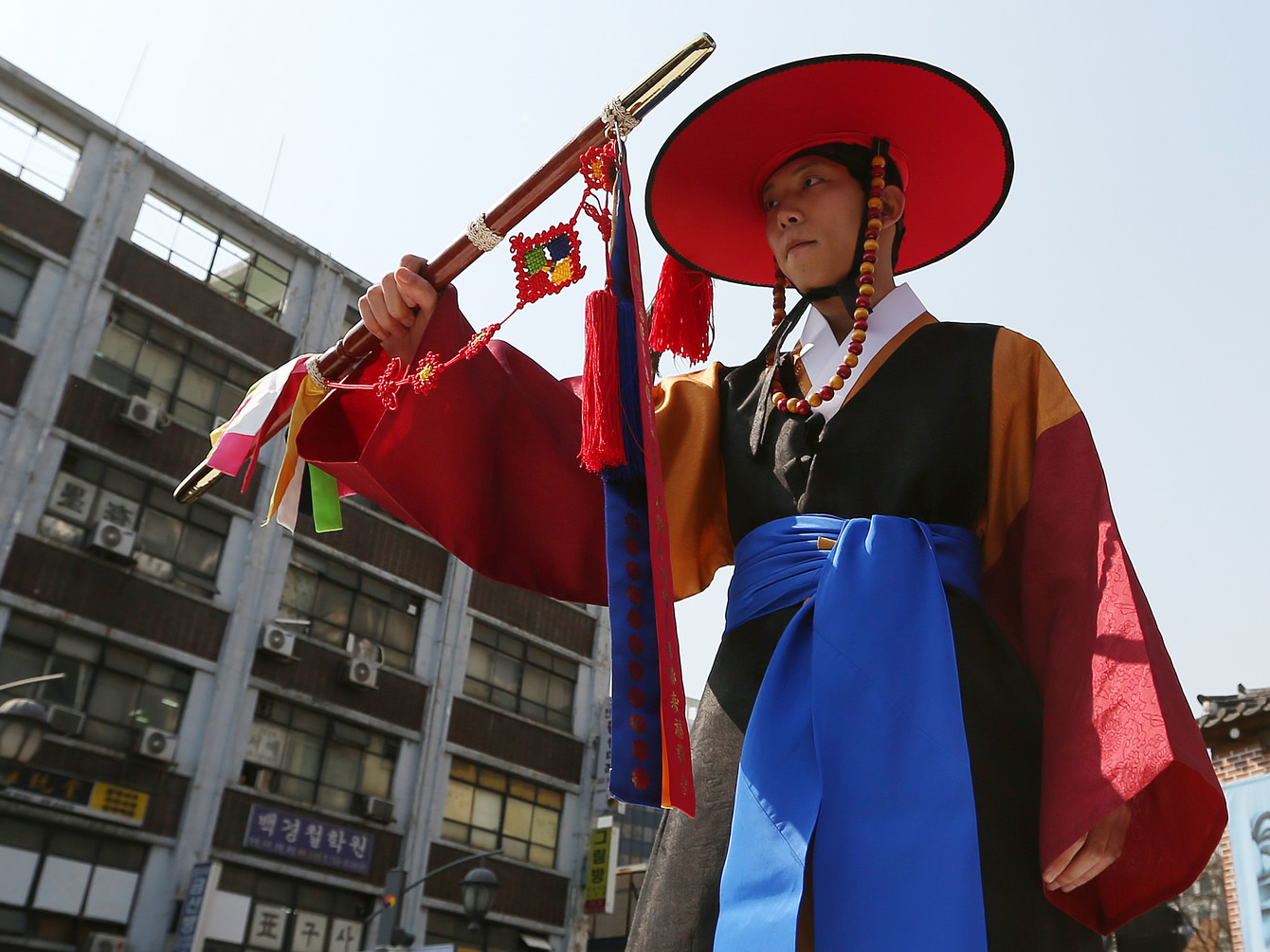
구군복을 입고 행진중인 사람

구군복(具軍服)은 조선시대의 군복이다. 융복과 달리 개주의 속옷으로 사용되었다. 조선 시대에는 그저 군복이라 불렀으나 일제강점기 이후 어느 시점에서 구군복이라는 이름으로 굳어졌다. 한동안 전형적인 조선 무관의 대례복을 가리키는 말로 사용되었으나 요즘은 군장을 잘 갖춘 차림새를 가리키는 용도로 사용된다. 속옷인 동다리를 입고 그 위에 전복을 입었으며 가슴에 광대와 전대를 두르고 전립을 썼다. 병권을 지닌 수령이라면 이를 상징하는 병부를 찼다. 임금용 구군복도 있으며 일반 구군복보다 훨씬 화려하다. 조선 철종의 어진은 임금용 구군복을 착용한 철종 임금의 어진이다.

## 명칭
구군복(具軍服)이라는 문구는 18세기에서 19세기 사이의 문헌인 《훈국등록》(訓局謄錄),《어영청등록》(御營廳謄錄),《훈국총요》(訓局捴要) 등에서 확인할 수 있다. 하지만 이 문구는 군복을 잘 착용한다는 의미이며 당시 일반적인 명칭은 군복이었다. 조선시대의 군복을 구군복이라고 부른 것은 1960년대 이후의 일이다.

## 구성

구군복의 구성

구군복의 구성은 옷, 모자, 신발, 장신구, 무기 등으로 되어 있다.

### 옷
- 동다리: 구군복의 속옷으로 입는 두루마기이다. 기본 형태는 직령(直領 - 옷깃이 곳고 사각형의 무를 덧댄 두루마기)을 바탕으로 하였으며 활동성을 높이기 위해 소매를 좁게 만들고 옆과 뒤에 트임을 두었다. 소매 끝을 다른 색의 천으로 덧대기 시작한 것은 18세기 후반으로 여겨진다.[4] 임금용 구군복에는 양 어깨에 원보가 달려있다. 일반적으로 황색 또는 청색의 두루마기에 소매만 적색으로 만든 옷이며 오늘날 부사관에 해당되는 포교급의 낮은 관리의 경우 두루마기가 녹색이다.
- 전포(戰袍) - 포(袍)는 무릎 아래까지 내려오는 긴 겉옷으로 추위를 막거나 의례를 갖출 때 입던 옷이다.[5] 전복(戰服)이라 부르기도 한다. 전포는 소매가 없고 동다리 위에 겹쳐 입는 옷으로 허리 아래 부분에는 양옆과 등솔기에 트임을 주었다.[6] 옷감 하나만으로 만든 홑옷이나 두 옷감을 겹쳐 만든 겹옷의 형태가 있고, 겹옷으로 만들 때에는 겉과 속의 색상을 다르게 하기도 하였다.[7] 임금용 구군복에는 배 부분에 보가 달려 있다.
- 광대(廣帶)와 전대(戰帶)- 광대는 전포를 조여매는 띠이다. 전대는 광대 위에 매는 띠로 폭은 14-15 cm 정도 길이는 3.5-4m 정도이다. 장교의 경우는 푸른색 무명으로 만들었고, 일반 병사의 경우엔 흰 무명을 썼다.[8]
- 병부주머니 - 병부(兵符) 또는 발병부(發兵符)는 군대를 동원할 수 있는 권한을 표시한 나무쪽이다. 7 cm 정도의 나무쪽에 앞면엔 발병(發兵)이라는 문구가 새겨져 있고, 뒷면엔 소속 행정기관과 수령의 관직이 새겨져 있다. 이를테면 충청도 관찰사와 같은 문구가 적혀 있었다. 조선 시대의 군사는 임금의 명령인 교서 없이 움직일 수 없었으며 군사 행동을 할 때에는 늘 병부를 지니고 있게 하였다.[9] 병부주머니는 이러한 병부를 담은 주머니로 전대로 고정시켜 지니고 다녔다. 다만 임금용 구군복에는 병부주머니가 존재하지 않는다.
- 임금용 구군복 전용

- 보: 곤룡포에 있는 것과 동일한 것으로 금실로 용 그림이 새겨져 있다. 일반 구군복에는 없다.

### 모자와 신발
- 전립(戰笠) - 전립은 구군복에 갖춰 쓰던 모자이다. 전립(氈笠)이라고 표기하기도 했는데, 짐승의 털을 다져 만튼 펠트를 소재로 썼기 때문이다. 정조 시기에는 군사들만이 전립을 썼으나 이후 일반에서도 털을 다져 넣은 벙거지를 사용하였다. 후기로 가면 점차 태두리가 커져 화려함을 추구하는 폐단을 보이기도 하였다. 꼭대기에 장신구인 모옥을 달고 꿩이나 공작의 깃털을 달았다.[10]
- 목화(木靴) - 신발의 밑창을 나무로 만들었기 때문에 목화라는 이름이 붙었다. 신발의 몸은 천으로 만들고 그 위에 가죽을 덧대었다. 조선 시기 관리들이 신던 일반적인 신발이다.[11]

### 장신구와 무기
- 등채(藤策) - 원래는 등편(藤鞭)이라고도 불린 말 채찍으로 쓰던 막대였다가 부대를 지휘하는 지휘봉으로 쓰였다. 손잡이와 삼색대, 삼색매듭으로 이루어져 있다.[12]
- 환도(環刀) - 기병용으로 쓰일 수 있도록 날이 둥글게 휘어있는 외날 칼이다. 고려 이후로 사용되었다.[13]
- 궁시(弓矢) - 활은 궁대(弓袋)에 넣어 옆구리에 무장하였다. 화살은 동개(筒介)에 넣어 등에 착용하였다. 시위를 잡아 당길때 도움이 되도록 완대(緩帶)를 착용하였고, 엄지손가락에는 깍지를 꼈다. 조선의 활은 장력이 강한 각궁이었기 때문에 깍지가 없으면 손가락을 다친다.[14]
- 그 외 무기: 보병의 일반적인 무기는 창이었다. 조선 후기로 오면서 총의 중요성이 커졌다.

## 역사
근대 이전의 군사 제도는 근접전이 중요한 역할을 하였기 때문에 시대마다 다양한 갑옷이 발달하였다. 가죽으로 만든 뒤 철판과 같은 것을 이용하여 방어력을 높인 갑옷 속에는 어떤 식으로든 천으로 된 옷을 받쳐 입었을 것이다. 한국의 군복에 대한 기록은 《삼국사기》 제40권 잡지에 보이는데 소속마다 옷깃의 색을 달리하여 구분하였다. 고려 의종에 이르러 신라의 군복 제도를 혁파하고 새롭게 직위와 소속에 따라 군복 제도를 정비하였다. 장군은 갑주를 입고 의장대는 붉은 비단으로 된 전포를 입었으며, 기병이나 수군은 전포의 색으로 구분하였다.
고려 후기 원나라와의 관계에 따라 많은 문물이 한국에 유입되었는데, 환도와 같은 무기나 철릭과 같은 옷이 그 때 도입되었다. 고려가사인 〈정석가〉(鄭石歌)에는 철릭에 쇠를 달아 남편을 전장에 내보낸다는 구절이 있어 당시 철릭이 군복으로 사용되었음을 알 수 있다. 철릭을 기본으로 하는 조선시기의 군복은 조선 중기 이후까지 그대로 이어져 왔으며 18세기에 들어 동다리의 끝에 다른 색의 옷감을 덧붙이는 관례가 생겨났고 이러한 모양새는 조선 말까지 계속되다가 고종 32년(1895년) 4월 칙령 제 78호로 육군복장 규칙이 반포되어 근대식 군복이 도입되기에 이르렀다.
무관 뿐 아니라 임금도 임금 전용 구군복을 보유하고 있었는데 임금 전용 구군복은 일반 무관은 입을 수 없으며 오직 임금만 입을 수 있다. 조선 철종의 어진에서 철종 임금이 입고있는 복식이 바로 임금 전용 구군복이다.

## 계승
- 전통적인 바느질 기법을 전승한 무형문화재 기능장인 침선장[19]이 전통 기법에 따른 구군복 작품을 제작하고 있다.[20]
- 경복궁과 창덕궁, 덕수궁 등의 정문 앞에선 관광객을 위해 구군복을 갖춰 입은 수문장 교대식 행사를 하고 있다.[21]
- 대한민국 전통의장대는 구군복을 갖춰입고 국빈 환영을 위한 의례를 비롯한 여러 행사를 하고 있다.[22]

## 지정 문화재
- 동래영 구군복